# Coupe d'Asie féminine de football 2022
Navigation
Édition précédente Édition suivante
La Coupe d'Asie féminine de football 2022, vingtième édition de la Coupe d'Asie féminine de football, met aux prises les 12 meilleures sélections asiatiques féminines de football affiliées à l'AFC. La compétition se déroule en Inde du 20 janvier au 6 février 2022. Elle sert également d'éliminatoires de la Coupe du monde féminine de football 2023 dont la phase finale se déroule en Australie et en Nouvelle-Zélande. Les 5 premières équipes se qualifient directement pour la Coupe du monde féminine de football 2023, tandis que les sixième et septième accèdent aux barrages intercontinentaux. La participation de l'Australie, qualifiée d'office pour la Coupe du monde en tant que l'un des deux pays hôtes, peut toutefois permettre au sixième de se qualifier pour la Coupe du monde et au huitième d'accéder aux barrages.

## Organisation
En juin 2020, l'Inde devient définitivement l'organisatrice de la compétition, à l'invitation du comité de football féminin de la confédération asiatique de football(p175).

## Actrices de la compétition

### Équipes qualifiées
Le pays hôte et les 3 meilleures nations de la précédente édition sont directement qualifiées pour la phase finale. Les autres sélections nationales doivent passer par des éliminatoires où seul le premier d'un groupe se qualifie.
| Qualification      | Qualifiés                        |
| ------------------ | -------------------------------- |
| Pays hôte          | Inde                             |
| Édition précédente | Japon (vainqueur)                |
| Édition précédente | Australie (finaliste)            |
| Édition précédente | Chine (troisième)                |
| Éliminatoires      | Taipei chinois (1re du groupe A) |
| Éliminatoires      | Vietnam (1re du groupe B)        |
| Éliminatoires      | Indonésie (1re du groupe C)      |
| Éliminatoires      | Birmanie (1re du groupe D)       |
| Éliminatoires      | Corée du Sud (1re du groupe E)   |
| Éliminatoires      | Philippines (1re du groupe F)    |
| Éliminatoires      | Iran (1re du groupe G)           |
| Éliminatoires      | Thaïlande (1re du groupe H)      |
| Total              | 12                               |

### Arbitres
Pour officier dans cette édition, l'AFC selectionne un ensemble de 42 officiels, dont 16 arbitres et 16 arbitres assistants ainsi que 7 arbitres vidéo, accompagnées par 3 arbitres de réserve(p56),. Il s'agit de la première utilisation de l'Assistance vidéo à l'arbitrage (VAR) dans une édition de la coupe d'Asie féminine, exploitée à partir des quarts de finale(p60).
Neuf arbitres de cette sélection ont déjà officié lors de la coupe du monde 2019 : les australiennes Casey Reibelt et Kate Jacewicz, les chinoises Qin Liang et Fang Yan, les japonais Yoshimi Yamashita et Makoto Bozono et Naomi Teshirogi, les sud-coréennes Kim Kyoung-min et Lee Seul-gi.
Arbitres
- Casey Reibelt
- Lara Lee
- Kate Jacewicz
- Qin Liang
- Law Bik Chi
- Ranjita Devi Tekcham
- Mahsa Ghorbani
- Mahnaz Zokaee
- Yoshimi Yamashita
- Asaka Koizumi
- Oh Hyeon-jeong
- Kim Yu-jeong
- Thein Thein Aye
- Abirami Apbai Naidu
- Pansa Chaisanit
- Edita Mirabidova

Arbitres assistants
- Joanna Charaktis
- Fang Yan
- Xie Lijun
- Uvena Fernandes
- Ensieh Khabaz
- Makoto Bozono
- Naomi Teshirogi
- Ramina Tsoi
- Kim Kyoung-min
- Lee Seul-gi
- Park Mi-suk
- Merlo Albano
- Heba Saadieh
- Supawan Hinthong
- Kristina Sereda
- Truong Thi Le Trinh

Arbitres assistants vidéo
- Ali Sabah
- Kim Hee-gon
- Abdulla Al-Marri
- Hanna Hattab
- Sivakorn Pu-udom
- Omar Al-Ali

Arbitres de réserve
- Veronika Bernatskaia
- Cong Thi Dung

Arbitres assistants en attente
- Nuannid Dornjangreed
- Zilola Rahmatova

## Phase finale

### Règlement
Le règlement est celui de l'AFC relatif à cette compétition, des éliminatoires à la phase finale :
- une victoire compte pour 3 points ;
- un match nul compte pour 1 point ;
- une défaite compte pour 0 point.

Le classement des équipes est établi grâce aux critères suivants :
1. Le plus grand nombre de points obtenus dans tous les matchs du groupe.
En cas d'égalité :
2. Plus grand nombre de points obtenus dans les matchs disputés entre les équipes à égalité ;
3. Meilleure différence de buts dans les matchs disputés entre les équipes à égalité ;
4. Plus grand nombre de buts marqués lors des matchs disputés entre les équipes à égalité ;
5. Si, après l'application des critères 2 à 4, seule une partie des équipes sont encore à égalité, on reprend les critères 2 à 4 pour les équipes concernées par cette nouvelle égalité.
Si, après l'application des critères 2 à 4, des équipes sont encore à égalité, les critères suivants s’appliquent :
6. Meilleure différence de buts dans tous les matchs du groupe ;
7. Plus grand nombre de buts marqués dans tous les matchs du groupe ;
8. Si deux et seulement deux équipes sont concernées par une même égalité et se rencontrent lors de leur dernière journée, une séance de tirs au but aura lieu à la fin du temps réglementaire ;
9. Classement du fair-play dans tous les matchs du groupe, en appliquant le barème suivant :
  - Un carton jaune compte pour -1 point ;
  - Un second carton jaune dans le même match pour une même joueuse compte pour -2 points ;
  - Un carton rouge direct compte pour -3 points ;
10. Tirage au sort.

- Les deux premiers de chaque groupe ainsi que les deux meilleurs troisièmes sont qualifiés pour les quarts de finale.

Cas particulier de l'Australie
En tant que pays hôte de la Coupe du monde, l'Australie est qualifiée d'office pour celle-ci. Sa participation à la Coupe d'Asie, laquelle sert d'éliminatoires pour la Coupe du monde, peut donc entraîner un décalage.

Cas n°1 : L'Australie atteint les demi-finales (ou plus). Les perdants du premier et du troisième quart de finale s'affrontent, ainsi que les perdants du deuxième et quatrième quart de finale. Les deux gagnants se qualifient directement pour la Coupe du monde, tandis que les perdants accèdent aux barrages inter-confédérations.
Cas n°2 : (cas avéré) L'Australie est éliminée lors des quarts de finale. Les trois autres éliminés se rencontrent tour à tour, le premier de ce mini-tournoi se qualifie directement pour la Coupe du monde tandis que deuxième et troisième accèdent aux barrages inter-confédérations.
Cas n°3 : L'Australie est éliminée dès le premier tour. Les perdants des quarts de finale s'affrontent en deux tours pour l'établissement d'un classement de 5 à 8. Le 5e se qualifie directement pour la Coupe du monde, les 6e et 7e accèdent aux barrages inter-confédérations, le 8e est éliminé.

### Premier tour

#### Groupe A
| Rang | Équipe         | Pts     | J       | G       | N       | P       | Bp      | Bc      | Diff    |
| ---- | -------------- | ------- | ------- | ------- | ------- | ------- | ------- | ------- | ------- |
| 1    | Chine          | 6       | 2       | 2       | 0       | 0       | 11      | 0       | +11     |
| 2    | Taipei chinois | 3       | 2       | 1       | 0       | 1       | 5       | 4       | +1      |
| 3    | Iran           | 0       | 2       | 0       | 0       | 2       | 0       | 12      | -12     |
| 0    | Inde           | Forfait | Forfait | Forfait | Forfait | Forfait | Forfait | Forfait | Forfait |

Lors de la deuxième journée, l'Inde n'a pas pu inscrire le nombre minimum de 13 joueuses requis sur la feuille de match avant la rencontre face à Taïwan, une grande partie des joueuses de la sélection étant positives au COVID-19. Elle a donc été contrainte de déclarer forfait. Ce forfait a entraîné le retrait des Indiennes du tournoi et l'annulation du résultat de la première journée contre l'Iran (0-0), ce dernier n'étant donc pas pris en compte dans le classement final du groupe.
| 20 janvier 2022 | Chine                                                         | 4 – 0   | Taipei chinois | Mumbai Football Arena (en), Bombay |                                 |
| 15h30           | Wang Shuang 3e (pen.), 68e · Wang Shanshan 9e · Zhang Xin 54e | (2 - 0) |                | Arbitrage : Abirami Apbai Naidu    | Arbitrage : Abirami Apbai Naidu |

| 20 janvier 2022 | Inde | 0 – 0 (annulé) | Iran | DY Patil Stadium, Navi Mumbai |                      |
| 19h30           |      | (0 - 0)        |      | Arbitrage : Lara Lee          | Arbitrage : Lara Lee |

| 23 janvier 2022 | Iran | 0 – 7   | Chine | Mumbai Football Arena (en), Bombay |                             |
| 15h30           |      | (0 - 2) | Wang Shuang 28e, 49e (pen.) · Xiao Yuyi (en) 43e · Wang Shanshan 55e, 59e · Tang Jiali 77e · Fathmeh Adeli 82e (o.g.) | Arbitrage : Pansa Chaisanit        | Arbitrage : Pansa Chaisanit |

| 23 janvier 2022 | Taipei chinois | Annulé (fft) | Inde | DY Patil Stadium, Navi Mumbai |
| 19h30           |                |              |      |                               |

| 26 janvier 2022 | Inde | (fft) Annulé | Chine | Mumbai Football Arena (en), Bombay |
| 19h30           |      |              |       |                                    |

| 26 janvier 2022 | Taipei chinois                                                           | 5 – 0   | Iran | DY Patil Stadium, Navi Mumbai |                           |
| 19h30           | Lai Li-chin 4e 31e 65e (pen.) · Chen Yen-ping 40e · Wang Hsiang-huei 78e | (3 - 0) |      | Arbitrage : Asaka Koizumi     | Arbitrage : Asaka Koizumi |

#### Groupe B
| Rang | Équipe      | Pts | J | G | N | P | Bp | Bc | Diff |
| ---- | ----------- | --- | - | - | - | - | -- | -- | ---- |
| 1    | Australie   | 9   | 3 | 3 | 0 | 0 | 24 | 1  | +23  |
| 2    | Philippines | 6   | 3 | 2 | 0 | 1 | 7  | 4  | +3   |
| 3    | Thaïlande   | 3   | 3 | 1 | 0 | 2 | 5  | 3  | +2   |
| 4    | Indonésie   | 0   | 3 | 0 | 0 | 3 | 0  | 28 | -28  |

| 21 janvier 2022 | Australie | 18 – 0  | Indonésie | Mumbai Football Arena (en), Bombay |                            |
| 15h30           | Sam Kerr 9e, 11e, 26e (pen.), 36e, 54e · Caitlin Foord 14e · Mary Fowler 17e · Ellie Carpenter 34e, 39e · Emily van Egmond 39e (pen.), 57e, 58e, 69e · Kyah Simon 67e, 71e · Aivi Luik 68e | (9 - 0) |           | Arbitrage : Mahsa Ghorbani         | Arbitrage : Mahsa Ghorbani |

| 21 janvier 2022 | Thaïlande | 0 – 1   | Philippines           | DY Patil Stadium, Navi Mumbai |                           |
| 17h30           |           | (0 - 0) | 81e Chandler McDaniel | Arbitrage : Công Thị Dung     | Arbitrage : Công Thị Dung |

| 24 janvier 2022 | Philippines | 0 – 4   | Australie                                                                    | Mumbai Football Arena (en), Bombay     |                                        |
| 15h30           |             | (0 - 0) | Sam Kerr 51e · Dominique Randle 53e · Emily van Egmond 67e · Mary Fowler 87e | Spectateurs : 0 Arbitrage : Wang Chieh | Spectateurs : 0 Arbitrage : Wang Chieh |

| 24 janvier 2022 | Indonésie | 0 – 4   | Thaïlande                            | DY Patil Stadium, Navi Mumbai |                               |
| 17h30           |           | (0 - 2) | Chetthabutr 27e 36e 71e · Makris 76e | Arbitrage : Yoshimi Yamashita | Arbitrage : Yoshimi Yamashita |

| 27 janvier 2022 | Australie                           | 2 – 1   | Thaïlande                   | Mumbai Football Arena (en), Bombay |                             |
| 19h30           | Emily van Egmond 39e · Sam Kerr 80e | (1 - 0) | Nipawan Panyosuk (en) 90+3e | Arbitrage : Thien Thein Aye        | Arbitrage : Thien Thein Aye |

| 27 janvier 2022 | Philippines | 6 – 0   | Indonésie | Complexe sportif Shree Shiv Chhatrapati (en), Pune |                          |
| 19h30           | Katrina Guillou 6e · Sarina Bolden 27e · Tahnai Annis (en) 56e, 82e · Jessica Miclat (en) 74e (pen.) · Malea Cesar 90+4e | (2 - 0) |           | Arbitrage : Kim Yu-jeong                           | Arbitrage : Kim Yu-jeong |

#### Groupe C
| Rang | Équipe       | Pts | J | G | N | P | Bp | Bc | Diff |
| ---- | ------------ | --- | - | - | - | - | -- | -- | ---- |
| 1    | Japon        | 7   | 3 | 2 | 1 | 0 | 9  | 1  | +8   |
| 2    | Corée du Sud | 7   | 3 | 2 | 1 | 0 | 6  | 1  | +5   |
| 3    | Vietnam      | 1   | 3 | 0 | 1 | 2 | 2  | 8  | -6   |
| 4    | Birmanie     | 1   | 3 | 0 | 1 | 2 | 2  | 9  | -7   |

| 21 janvier 2022 | Japon                                                                                | 5 – 0   | Birmanie | Complexe sportif Shree Shiv Chhatrapati (en), Pune |                                  |
| 13h30           | Riko Ueki 22e · Yui Hasegawa 47e, 90+2e · Hikaru Naomoto 52e · Yui Narumiya (en) 70e | (2 - 0) |          | Arbitrage : Veronika Bernatskaia                   | Arbitrage : Veronika Bernatskaia |

| 21 janvier 2022 | Corée du Sud                                           | 3 – 0   | Vietnam | Complexe sportif Shree Shiv Chhatrapati (en), Pune |                       |
| 19h30           | Ji So-Yun 4e, 81e · Trần Thị Phương Thảo (en) 7e (csc) | (2 - 0) |         | Arbitrage : Qin Liang                              | Arbitrage : Qin Liang |

| 24 janvier 2022 | Birmanie | 0 – 2   | Corée du Sud                     | Complexe sportif Shree Shiv Chhatrapati (en), Pune |                           |
| 13h30           |          | (0 - 0) | Lee Geum-min 50e · Ji So-yun 84e | Arbitrage : Casey Reibelt                          | Arbitrage : Casey Reibelt |

| 24 janvier 2022 | Vietnam | 0 – 3 | Japon                          | Complexe sportif Shree Shiv Chhatrapati (en), Pune |                      |
| 19h30           |         | (0-1) | Naruyama 38e 58e · Kumagai 50e | Arbitrage : Lara Lee                               | Arbitrage : Lara Lee |

| 27 janvier 2022 | Japon         | 1 – 1   | Corée du Sud  | Complexe sportif Shree Shiv Chhatrapati (en), Pune |                              |
| 13h30           | Riko Ueki 1re | (1 - 0) | Ji So-yun 85e | Arbitrage : Edita Mirabidova                       | Arbitrage : Edita Mirabidova |

| 27 janvier 2022 | Vietnam                                                       | 2 – 2   | Birmanie                                                    | DY Patil Stadium, Navi Mumbai    |                                  |
| 13h30           | Nguyễn Thị Tuyết Dung (en), 45+2e · Huỳnh Như (en) 64e (pen.) | (1 - 1) | Win Theingi Tun (en), 28e (pen.) · Khin Marlar Tun (en) 49e | Arbitrage : Ranjita Devi Tekcham | Arbitrage : Ranjita Devi Tekcham |

#### Meilleurs troisièmes
Un classement comparatif des troisièmes de groupe est effectué en ignorant les résultats des matchs contre les quatrièmes de groupe. Les deux équipes les mieux classées viennent compléter le tableau des quarts de finale.
| Rang | Équipe    | Pts | J | G | N | P | Bp | Bc | Diff |
| ---- | --------- | --- | - | - | - | - | -- | -- | ---- |
| 1    | Thaïlande | 0   | 2 | 0 | 0 | 2 | 1  | 3  | -2   |
| 2    | Vietnam   | 0   | 2 | 0 | 0 | 2 | 0  | 6  | -6   |
| 3    | Iran      | 0   | 2 | 0 | 0 | 2 | 0  | 12 | -12  |

### Quarts de finale
| 30 janvier 2022 | Chine                                                | 3 – 1   | Vietnam                   | DY Patil Stadium, Navi Mumbai |                            |
| 17h30           | Wang Shuang 25e · Wang Shanshan 52e · Tang Jiali 53e | (1 - 1) | Nguyễn Thị Tuyết Dung 11e | Arbitrage : Oh Hyeon-jeong    | Arbitrage : Oh Hyeon-jeong |

| 30 janvier 2022 | Australie | 0 – 1   | Corée du Sud  | Complexe sportif Shree Shiv Chhatrapati (en), Pune |                       |
| 13h30           |           | (0 - 0) | Ji So-yun 87e | Arbitrage : Qin Liang                              | Arbitrage : Qin Liang |

| 30 janvier 2022 | Japon                                                                    | 7 – 0   | Thaïlande | DY Patil Stadium, Navi Mumbai |                           |
| 13h30           | Sugasawa 27e 65e (pen.) 80e 83e · Miyazawa 45+2e · Sumida 48e · Ueki 75e | (2 - 0) |           | Arbitrage : Casey Reibelt     | Arbitrage : Casey Reibelt |

| 30 janvier 2022 | Taipei chinois                                                                        | 1 – 1ap               | Philippines                                                 | Complexe sportif Shree Shiv Chhatrapati (en), Pune |                             |
| 19h30           | Zhuo Li-ping 82e                                                                      | (0 - 0, 1 – 1, 1 – 1) | Quezada 49e                                                 | Arbitrage : Thein Thein Aye                        | Arbitrage : Thein Thein Aye |
| 19h30           | Ting Chi · Wang Hsiang-huei · Chen Ying-hui · Hsu Yi-yun · Su Hsin-yun · Zhuo Li-ping | Tirs au but 3 - 4     | S. Castañeda · Annis · Miclat · Long · O. McDaniel · Bolden | Arbitrage : Thein Thein Aye                        | Arbitrage : Thein Thein Aye |

### Demi-finales
| 3 février 2022 | Corée du Sud                      | 2 – 0   | Philippines | Complexe sportif Shree Shiv Chhatrapati (en), Pune |                             |
| 13h30          | Cho So-hyun 4e · Son Hwa-yeon 34e | (2 - 0) |             | Arbitrage : Pansa Chaisanit                        | Arbitrage : Pansa Chaisanit |

Dans leur tout première apparition en demi-finales de la coupe d'Asie, les  Philippines sont dominées 0 à 2 par la  Corée du Sud au stade Balewadi (en).
| 3 février 2022 | Chine                                                        | 2 – 2 ap          | Japon                                          | Complexe sportif Shree Shiv Chhatrapati (en), Pune |                      |
| 19h30          | Wu Chengshu 46e · Wang Shanshan 119e                         | (0 - 1, 1-1, 1-2) | Ueki 26e 103e                                  | Arbitrage : Lara Lee                               | Arbitrage : Lara Lee |
| 19h30          | Zhang Xin · Zhang Rui · Yang Lina · Gao Chen · Wang Shanshan | Tirs au but 4 - 3 | Kumagai · Hasegawa · Shimizu · Nagano · Minami | Arbitrage : Lara Lee                               | Arbitrage : Lara Lee |

### Finale
| 6 février 2022 | Chine                                                      | 3 – 2 | Corée du Sud                            | DY Patil Stadium, Navi Mumbai |                           |
| 16h30          | Tang Jiali 68e (pen.) · Zhang Linyan 72e · Xiao Yuyi 90+3e | (0-2) | Choe Yu-ri 27e · Ji So-yun 45+3e (pen.) | Arbitrage : Casey Reibelt     | Arbitrage : Casey Reibelt |
| 16h30          | Report (FIFA) Report (AFC)                                 |       |                                         | Arbitrage : Casey Reibelt     | Arbitrage : Casey Reibelt |

### Tour supplémentaire de qualification à la Coupe du monde
- Les quatre demi-finalistes de la Coupe d'Asie, ainsi que l'Australie, éliminé en quart de finale mais non concernée car préalablement qualifiée d'office, sont directement qualifiés pour la phase finale de la Coupe du monde 2023.
- Les quarts de finalistes perdants (sauf Australie) disputent, dans le cadre de cette Coupe d'Asie, un mini tournoi à trois afin de désigner un dernier qualifié direct.
  - Le vainqueur du groupe se qualifie ainsi directement pour la Coupe du monde, tandis que les deux autres équipes sont qualifiées pour les barrages intercontinentaux.

| 2 février 2022 | Thaïlande | 0 – 2   | Vietnam                           | DY Patil Stadium, Navi Mumbai                |                                              |
| 13h30          |           | (0 - 2) | Huỳnh Như 19e · Thái Thị Thảo 24e | Spectateurs : 0 Arbitrage : Edita Mirabidova | Spectateurs : 0 Arbitrage : Edita Mirabidova |

| 4 février 2022 | Taipei chinois                            | 3 – 0   | Thaïlande | DY Patil Stadium, Navi Mumbai            |                                          |
| 13h30          | Su Yu-hsuan 44e 84e · Chen Ying-hui 90+3e | (1 - 0) |           | Spectateurs : 0 Arbitrage : Kim Yu-jeong | Spectateurs : 0 Arbitrage : Kim Yu-jeong |

| 6 février 2022 | Vietnam                                       | 2 - 1 | Taipei chinois  | DY Patil Stadium, Navi Mumbai                 |                                               |
| 13h00          | Chương Thị Kiều 7e · Nguyễn Thị Bích Thùy 56e | (-)   | Su Yu-hsuan 50e | Spectateurs : 0 Arbitrage : Yoshimi Yamashita | Spectateurs : 0 Arbitrage : Yoshimi Yamashita |

## Statistiques et distinctions

### Buts
En 25 matchs de la phase finale de la compétition, il y a 696 tentatives de but dont 104 sont marqués, pour une moyenne de 4,16 buts par match(p32). Quoique éliminée en quarts de finale, l'Australie est marque le plus de buts avec 24 réussites(p32) et l'australienne Sam Kerr est la meilleure buteuse en totalisant 7 réalisations,. À Kerr près, l'australienne Emily van Egmond, la japonaise Yuika Sugasawa, la taïwanaise Lai Li-chin (zh) et la thaïlandaise Kanyanat Chetthabutr (de) parviennent également à faire le coup du chapeau.

### Bilan disciplinaire
Pendant la compétition, les arbitres sortent 39 cartons jaunes et 1 rouge au total, pour une moyenne de 1,54 jaunes et 0,04 rouge par match(p62). La thaïlandaise Kanjanaporn Saengkoon est la seule joueuse à être expulsée.

### Accomplissements individuels
| Accomplissante         | Accomplissement                                                      | Source |
| ---------------------- | -------------------------------------------------------------------- | ------ |
| Sam Kerr ( Australie)  | Meilleure buteuse                                                    | [ 6 ]  |
| Wang Shanshan ( Chine) | Joueuse la plus remarquable                                          | [ 8 ]  |
| Zhu Yu (zh) ( Chine)   | Meilleure gardienne de but                                           | [ 9 ]  |
| Corée du Sud           | Prix d'esprit sportif                                                | (p64)  |
| Shui Qingxia ( Chine)  | Première à gagner la coupe d'Asie en tant que joueuse et entraîneuse | [ 7 ]  |

### Classement final
| Place              | Nation         | Stade de la compétition |
| ------------------ | -------------- | ----------------------- |
| Médaille d'or      | Chine          | Vainqueur               |
| Médaille d'argent  | Corée du Sud   | Finale                  |
| Médaille de bronze | Japon          | Demi-finale             |
| 4                  | Philippines    | Demi-finale             |
| 5*                 | Australie      | Quart de finale         |
| 1er TQ             | Vietnam        | Quart de finale         |
| 2e TQ              | Taipei chinois | Quart de finale         |
| 3e TQ              | Thaïlande      | Quart de finale         |
|                    | Iran           | Premier tour            |
|                    | Birmanie       | Premier tour            |
|                    | Indonésie      | Premier tour            |
| -                  | Inde           | Forfait                 |

- 5* = Qualifié d'office pour la Coupe du monde en tant que pays hôte.
- 1er TQ = Premier du tour supplémentaire de qualification.
- 2e TQ = Deuxième du tour supplémentaire de qualification.
- 3e TQ = Troisième du tour supplémentaire de qualification.

- Sélection qualifiée pour la Coupe du monde 2023
- Sélection accédant aux barrages intercontinentaux

### Glossaire
1. ↑  Yili Top Goalscorer
2. ↑  MVP (Most Valuable Player)
3. ↑  Fair Play Award